# حكومة مالطا
حكومة مالطا ( (بالمالطية: Gvern ta' Malta)‏ ) هي الذراع التنفيذي لدولة مالطا . وهي مكونة من مجلس الوزراء والأمناء البرلمانيين. يتم تعيين رئيس الوزراء من قبل رئيس مالطا ، ويتخذ الرئيس قراره بناءً على الوضع داخل البرلمان المالطي . بعد رئيس الوزراء هو المسؤول عن إسناد الإدارات الحكومية إلى الأمناء الدائمين. كما يعين رئيس مالطا باقي أعضاء مجلس الوزراء بموافقة رئيس وزراء مالطا .